# Iabălcevo, Burgas
Iabălcevo (în bulgară Ябълчево) este un sat în comuna Ruen, regiunea Burgas,  Bulgaria. 

## Demografie
Componența etnică a satului Iabălcevo
     Romi (3,58%)
     Turci (64,1%)
     Bulgari (7,09%)
     Nicio identificare (25,2%)
La recensământul din 2011, populația satului Iabălcevo era de 1.198 locuitori. Din punct de vedere etnic, majoritatea locuitorilor (64,1%) erau turci, existând și minorități de bulgari (7,09%) și romi (3,58%). Pentru 25,2% din locuitori nu este cunoscută apartenența etnică.